# Pio Tuia
Pio Tuia (ur. 1943) – polityk, pięciokrotny szef rządu Tokelau. Jest liderem (Faipule) atolu Nukunonu od 1996.
Funkcję szefa rządu sprawował w okresach:
- luty 1996 – luty 1997
- luty 1999 – luty 2000
- luty 2002 – luty 2003
- luty 2005 – luty 2006
- luty 2008 – luty 2009

Szef rządu Tokelau wybierany jest na okres jednego roku, spośród trzyosobowej rady, w skład której wchodzi jeden przedstawiciel (Faipule) każdego z trzech atoli.